# Phare de Punta Gobernadora
Le phare de Punta Gobernadora (en espagnol : Faro de Punta Gobernadora) est un phare actif situé sur Punta Gobernadora (ceb) au nord-ouest de Bahía Honda, dans la province d'Artemisa à Cuba.

## Histoire
Autrefois Bahía Honda appartenait à la province de Pinar del Río. La station de signalisation maritime a été établie en 1902 à environ 3 km au nord-ouest de l'entrée de Bahía Honda.
Le phare d'origine, de la même époque du phare de Cayo Jutías, a été préfabriqué par la société Waddell & Hedrick, aux États-Unis et porte toujours sa lentille de Fresnel d'origine. Il a été rénové en 1956.

## Description
Ce phare  est une tour conique en acier, avec une galerie et une haute lanterne de 32 m de haut. La tour est peinte de bandes horizontales rouges et blanches, la lanterne est blanche. Il émet, à une hauteur focale de 33 m, un éclat blanc par période de 5 secondes. Sa portée est de 27 milles nautiques (environ 50 km).
Identifiant : ARLHS : CUB-029 ; CU-0032 - Amirauté : J4836 - NGA : 110-12512 .

### Lien connexe
- Liste des phares de Cuba